# Väinö Solstrand
Väinö Solstrand, född 26 februari 1882 i Helsingfors, död där 11 april 1940, var  en finländsk dialekt- och ortnamnsforskare. 
Solstrand började studera nordiska språk 1907 och inledde samma år sitt folkloristiska insamlingsarbete för Svenska litteratursällskapet i Finland i Brändö på Åland, där hans fädernehem låg. År 1909 anställdes han som amanuens vid nämnda sällskaps folkloristiska arkiv. Han var 1920–27 verksam som lärare i Mariehamn och 1927–34 vid Svenska lyceum i Helsingfors. Som forskare ägnade han sig särskilt åt ordspråk och redigerade Finlands svenska folkdiktning III, "Ordstäv" (1923). 
Solstrand blev filosofie doktor 1925 på avhandlingen Svensk stavelseförlängning. Med särskild hänsyn till språket i Åland och Uppland (1925). Han blev 1932 docent i nordisk filologi och 1934 lektor i svenska språket vid Helsingfors universitet och vid Tekniska läroverket i Helsingfors. Han var under många år medlem i statens examensnämnd i svenska språket. Han utgav vidare bland annat Åländska ortsnamn (1910–11), Estnäs skaten och Helsinge näset (1933), Aura och Vanda (Budkavlen 1939) samt Namnet Karis och andra namn i Karis (Karis socken från forntid till våra dagar 2, 1940). Under åren 1912–18 var han utgivare av tidskriften "Hembygden".